# Raumkrankheit

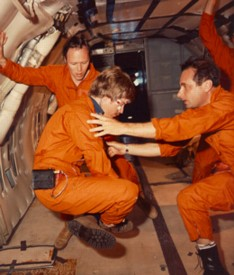
Angehende Astronauten akklimatisieren sich unter der Anleitung des kanadischen Weltraummediziner Douglas Watt (oben links) an die Schwerelosigkeit in einem KC-135-Flugzeug während kurzer Parabelflüge.

Raumkrankheit (engl. space adaptation syndrome, SAS = Weltraum-Anpassungssyndrom) ist das Unwohlsein, das Raumfahrer erleben, bis sich ihr Körper an die Schwerelosigkeit angepasst hat. Wie die Seekrankheit wird die Raumkrankheit durch eine Störung des Gleichgewichtsorgans verursacht.
Die Raumkrankheit trat während der ersten Raumflüge praktisch nicht auf, da diese Flüge unter sehr beengten Bedingungen stattfanden. Sie wird verstärkt, wenn man in der Lage ist, sich frei umherzubewegen, und tritt deshalb in größeren Raumfahrzeugen häufiger auf. Etwa 70 Prozent aller Space-Shuttle-Astronauten erlebten sie während ihres ersten Fluges. Der erste Fall in der Raumfahrt ist, wie man heute vermutet, 1961 bei German Titow aufgetreten, der von Schwindelgefühlen und Übelkeit berichtete. Die ersten deutlichen Fälle sind bei den frühen Apollo-Flügen aufgetreten. Frank Borman bei Apollo 8 und Russell Schweickart bei Apollo 9 hatten beide deutliche und mäßig schwere Fälle von Raumkrankheit; bei Schweickart hatte dies eine Änderung des Einsatzplanes zur Folge.
Wie bei der Seekrankheit können die Symptome von leichter Übelkeit und Desorientierung bis zu Erbrechen und starkem Unwohlsein reichen; Kopfschmerzen und Übelkeit in unterschiedlicher Intensität werden oft berichtet. Etwa die Hälfte der Erkrankten haben leichte Symptome, nur etwa zehn Prozent leiden sehr.
Moderne Medikamente gegen Seekrankheit wirken unter anderem auch gegen Raumkrankheit, werden aber selten eingesetzt. Man geht davon aus, dass es besser ist, wenn die Astronauten sich während einiger Tage an die Schwerelosigkeit gewöhnen, als wenn sie während der Dauer ihres Einsatzes den Nebenwirkungen einer Medikation ausgesetzt sind. Allgemein wird nun so vorgegangen, dass während der ersten Tage der Mission keine kritischen Tätigkeiten stattfinden, insbesondere keine Außenbordarbeiten, bei denen ein Erbrechen tödliche Folgen haben könnte. Man lässt den Mannschaften Zeit, sich zu gewöhnen.
Auch sonst ist ein längerer Aufenthalt im Zustand der Schwerelosigkeit, beispielsweise in der Erdumlaufbahn, eine starke Belastung für den Körper. Man hat bei den Astronauten festgestellt, dass er sich nachteilig auf das Herz und den Kreislauf, auf die Muskeln, auf den Flüssigkeitshaushalt im Körper und auf die Körperfunktionen auswirkt. Er bewirkt einen Kalziumverlust in den Knochen.
Im Jahre 1965, nachdem zwei amerikanische Astronauten vier Tage lang die Erde umkreist hatten, bemerkte man eine weitere unangenehme Folge. Die Ärzte, die sie nach ihrer Rückkehr zur Erde untersuchten, stellten fest, dass sich die zirkulierende Blutmenge vermindert hatte. Experimente auf dem nächsten Flug bestätigten den Blutverlust. Auf dem achttägigen Flug des Raumschiffs Gemini 5 verringerte sich die Anzahl der roten Blutkörperchen der Astronauten um acht Prozent, was etwa einem Viertelliter Blut entspricht. Auf einem späteren, vierzehntägigen Flug verloren zwei andere Astronauten fast einen halben Liter Blut. Dasselbe stellte man bei den Astronauten fest, die zu dem die Erde umkreisenden Weltraumlaboratorium (Skylab) flogen. Die erste Mannschaft erlitt einen Verlust an roten Blutkörperchen von 15 Prozent, bei der zweiten waren es zwölf Prozent. Die erste Mannschaft verlor etwa zehn Prozent ihres Blutplasmas, die zweite etwa 13 Prozent. Auch die dritte Mannschaft erlitt einen Blutverlust.
Darüber konnte man im Atlante Journal-Constitution lesen: „Der Verlust an roten Blutkörperchen und an Blutplasma sowie an zellulärer Körperflüssigkeit ist ein ernstes weltraummedizinisches Problem, ganz gleich, welche Ursache diese Erscheinung hat. Es mag übertrieben sein, zu sagen, die Zukunft der bemannten Raumfahrt hänge von seiner Lösung ab, aber die Wahrheit ist nicht allzuweit davon entfernt.“ Einer der Astronauten, die solche Flüge ausführen sollen, sagte deshalb: „Aufgrund dessen, was wir heute wissen, bin ich nicht bereit, morgen zum Mars zu fliegen.“